# Prostranství
Prostranství je velmi obecné slovo, kterým obvykle označujeme volnou plochu na zemském povrchu.
Nejčastěji se jedná o plochu nezastavěnou žádnými budovami či stavbami, kam lze běžně vstoupit bez rizika
úrazu či smrti. Prostranství může být veřejně přístupné (plocha určená pro vstup veřejnosti), může mít ale
i povahu neveřejnou. Mnoho prostranství se tedy běžně vyskytuje v extravilánu, kde se obvykle jedná o plochy, které jsou
přirozenou součástí krajiny (kupříkladu pole, louky, lesy, pastviny,
hospodářsky nevyužívané pozemky apod.).

## Intravilán

### Veřejná prostranství
V intravilánu vesnic, městysů i měst mohou mít veřejná prostranství různou podobu i účel. Veřejná prostranství mohou mít formalizovanou oficiální podobu návsí, náměstí, nádvoří, ulic, parků, pasáží, schodišť, zahrad, sadů, tržišť, osobních
nádraží, parkovišť, sportovišť či dětských hřišť atd. apod., mohou ale existovat i v neformalizované podobě – například ve formě rozptýlené veřejné zeleně, nezastavěných stavebních parcel apod.

### Neveřejná prostranství
Neveřejná prostranství lze rozdělit na soukromá resp. privátní a ostatní. Mimo soukromou sféru se lze setkat s různými typy zejména účelových ploch jako jsou dvory, sportoviště, cvičiště, dětská hřiště, parkoviště, sklady, skládky, prostory určené pro komerční a hosporářskou činnost (např. pro průmysl, zemědělství, služby, nákladní dopravu – například plocha letiště, přístavu, nákladového nádraží či překladiště apod.).